# Prvenstvo Avstralije 1938
Prvenstvo Avstralije 1938 v tenisu.

## Moški posamično
Don Budge :  John Bromwich, 6–4, 6–2, 6–1

## Ženske posamično
Dorothy Bundy Cheney :  Dorothy Stevenson, 6–3, 6–2

## Moške dvojice
John Bromwich /  Adrian Quist :  Gottfried von Cramm /  Henner Henkel, 7–5, 6–4, 6–0

## Ženske dvojice
Thelma Coyne /  Nancye Wynne :   Dorothy Bundy Cheney /   Dorothy Workman, 9–7, 6–4

## Mešane dvojice
Margaret Wilson /  John Bromwich :   Nancye Wynne Bolton /  Colin Long, 6–3, 6–2